# 新竹市孔廟
24°48′00″N 120°58′41″E / 24.800081°N 120.9781261°E
新竹市孔廟，是位於臺灣新竹市東區公園里的孔廟，為嘉慶二十二年（1817年）初建，1958年遷建至新竹公園，今列為新竹市歷史建築。

## 沿革

### 清治時期

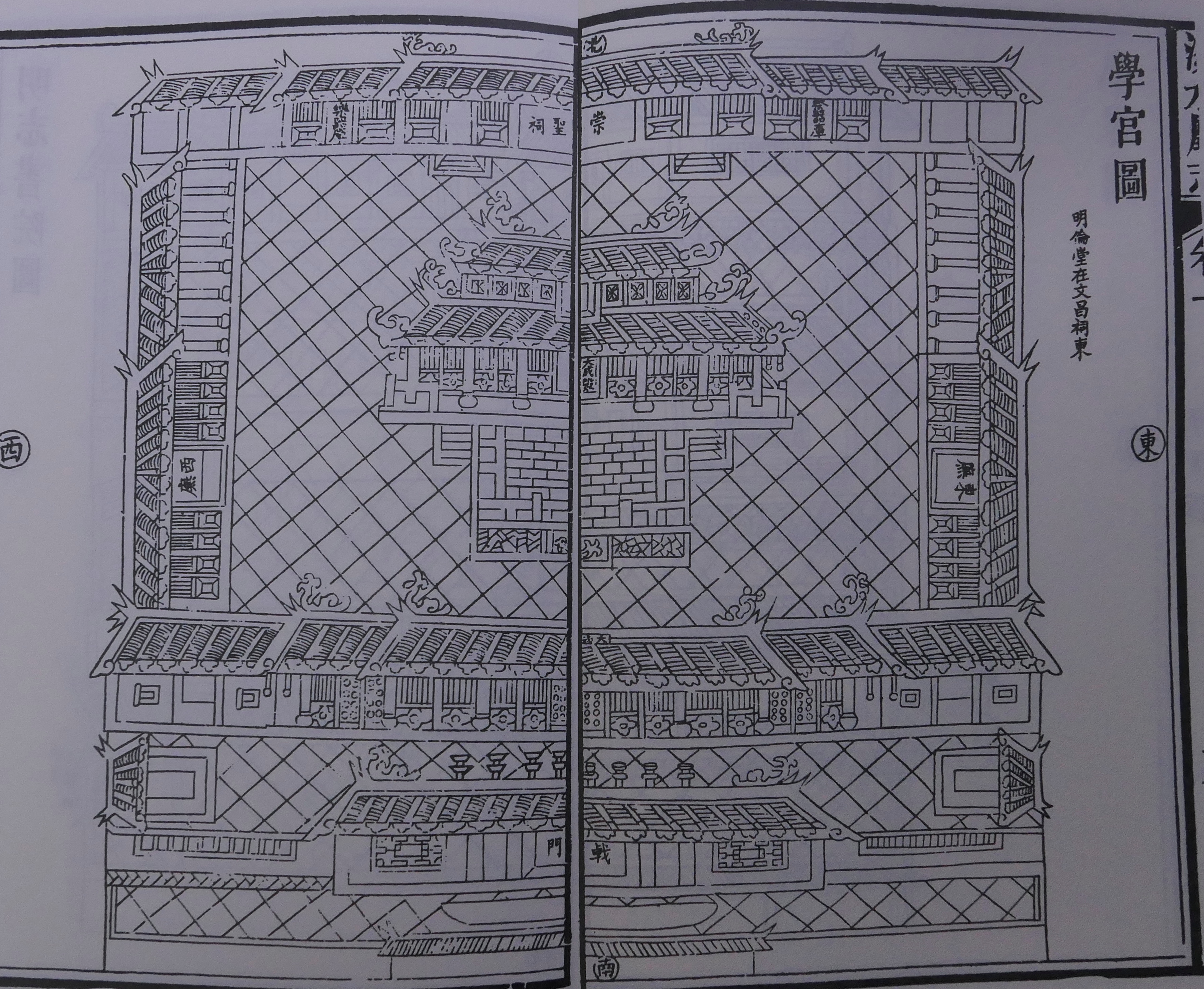
《淡水廳志》（1871年）的孔廟圖

嘉慶十五年（1810年），閩浙總督方維甸巡臺時，秀才王士俊與生員張薰、郭菁英等聯名呈請於竹塹城設立淡水廳儒學學宮。嘉慶二十一年（1816年），淡水廳同知張學溥和地方人士共同著手在今新竹市中興百貨到國際影城這區域興建(今林森路、復興路、武昌街、文昌街圍起的街區)，由林璽、郭成金、鄭用錫、林長青、林紹賢為董事。次年動工後，至道光四年（1824年）在同知吳性誠任內竣工。文廟是中國社會中象徵文治社會的重要指標，其設立意味著竹塹城從拓殖時代步入文治時代，之後隨著貞節牌坊的豎立更顯示中原文化價值進一步深化。
道光九年（1829年），同知李慎彝在廟旁設名宦、鄉賢、昭忠和節孝四祠作為附祭廟庭。道光十一年（1831年），貢生林祥雲補建省牲所。道光十七年（1837年），同知婁雲購城民柯姣園地，添築圍牆，倡捐重修。

### 日治時期
乙未戰爭後，廟身充作新竹守備隊之兵舍使用，至明治三十一年（1898年）夏由新竹辦務署長桑原戒平與新竹守備隊協議，撤離在大成殿的兵舍，其他仍供用兵舍。明治三十九年（1906年），改作新竹公學校校舍。明治四十二年（1909年）12月，日本政府拆除鄉賢祠、明倫堂，以及名宦昭忠節孝等祠。明治四十三年（1910年），地方士紳捐修，東西廡、崇聖祠改建為教室，並重修大成殿、櫺星門、禮門、義路、衢門、泮池、丹牆等。
在日治時代，新竹市學校幾乎都曾設在此廟，堪稱新竹市文教發源地，如新竹州立公學校女子部、新竹州立新竹中學校、新竹州立新竹高等女學校、新竹州立家政女學校、新竹州立新竹工業學校。

### 戰後時期

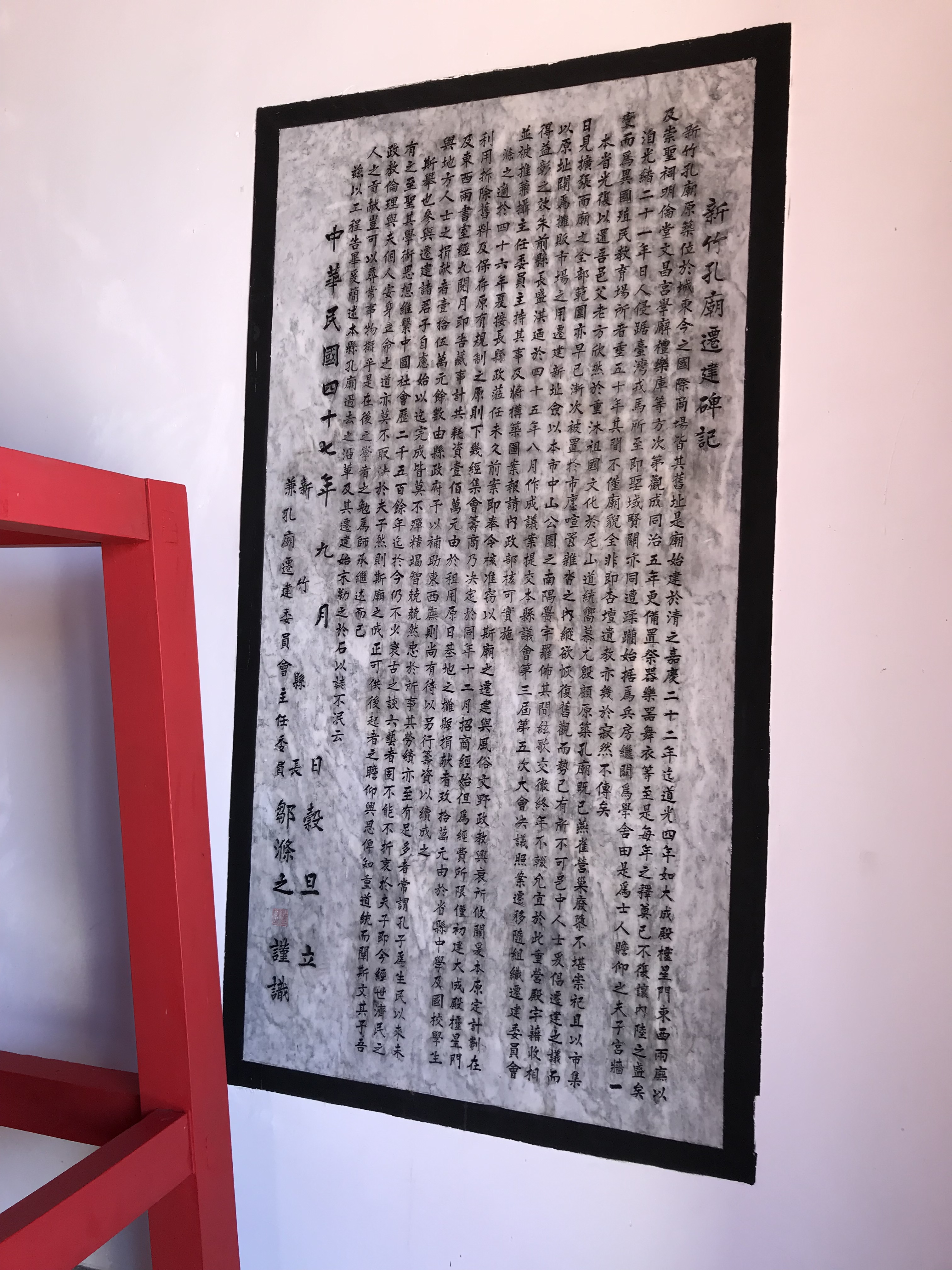
拆遷碑記

戰後初期，改由國軍駐紮，其祭器遭變賣，如新竹車站原地主黃鼎三敬獻、福州老天華齋製作的三件銅器遭賣，後由黃鼎三家族收回。大成殿供桌更被當乒乓球桌，供住旁邊、當時為小學生的李遠哲等孩童玩樂。
新竹市攤販原先是集中於新竹都城隍廟，隨發展規模增大，縣府遂有拆掉孔廟建立商場以集中管理之意。《中華日報》資深記者李思德回憶， 1955年9月，新竹縣府預計拆掉孔廟，且不再興建，受到北門鄭家鄭紹棠反對，便邀請孔德成來新竹社教館演講。次月12日，孔德成先到新竹東寧宮祭祀孔子先世五代，再到新竹城隍廟演講儒教精神。然後，記者作孔廟將被摧毀的頭版報導，引起八位立法委員質詢行政院長俞鴻鈞此事。對教育部長張其昀表達事態嚴重，縣長朱盛淇說是誤會，是要拆遷到於中山公園。1956年4月12日，朱盛淇招開記者會，說拆遷孔廟是為要用該地收租，以資助新竹中學。7月17日，朱盛淇主持縣府會議，決議以一百萬拆遷。因經費沒有著落，縣府要攤商以樂捐方式承租原廟地。攤販鄭明星回想，攤商共集資了九十萬元。
1956年8月17日，縣議會通過遷建案。1958年9月28日，孔廟落成於中山公園，僅大成門與大成殿尚維持原貌。今址為新竹市東區公園路289號。原廟地被分為十二筆，其中九筆其餘供作孔廟收租，三筆作道路使用。如原處的街道取為「大成街」，即為紀念大成殿。舊廟地也用於設立新竹市公所，後該地出售給何國華，卻因官司纏訟，之後賣給中興百貨。
據耆老蘇封條之言，孔廟在原地時就成了麻雀窩。搬來此地後，因櫺星門及大成殿的格式依舊木製，樑桷椽楔多縫隙適合作窩，又樹林圍攏、近新竹市立動物園，有遺落獸檻的飼料讓野鳥不愁枵腹，導致麻雀眾多，被新竹人戲稱「天然鳥園」。每年祭孔前夕，為消除鳥糞，例需傭僱清潔公司徹底刷洗一次，所費不貲。加上蟲蛀颱損，維護費用高額。
新竹孔子廟與宜蘭孔子廟在戰後皆被重建，其規模格局都已大不如前。從李澤藩畫作可見新竹舊孔廟的規模和範圍皆大於現在。
1986年，新竹孔廟身整修。1999年9月再度整修，由林增桶統籌規畫。原先設有孔子像，在2003年遷至一旁的動物園。當年大成殿開始出現滲漏，2008年搭起鋼棚架保護。
2010年3月16日，公告為歷史建築。2013年，新竹市政府向文化部爭取千萬修繕補助經費，經一年整修完工。

## 祭祀

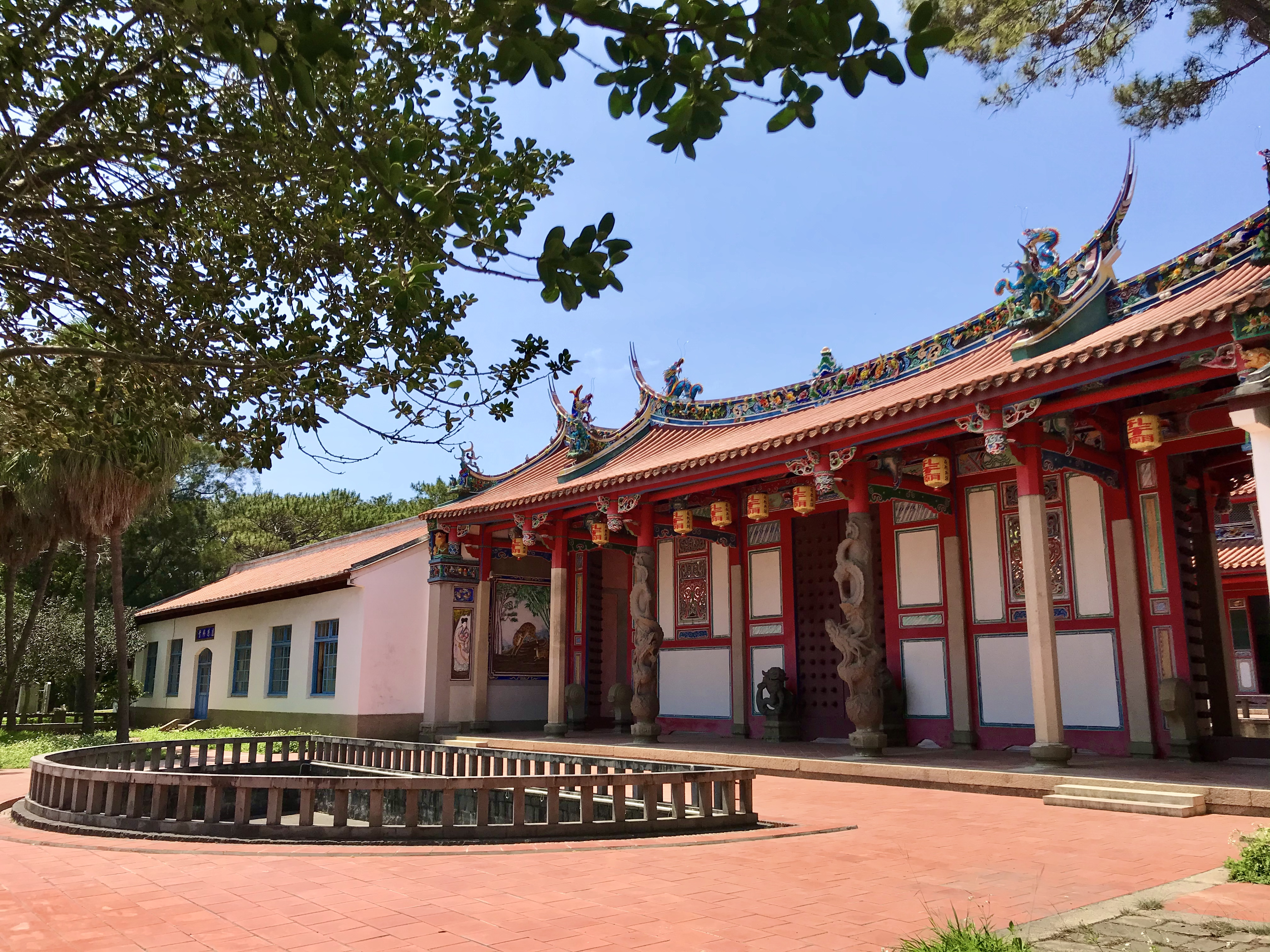
大成門與泮池

### 鄉賢

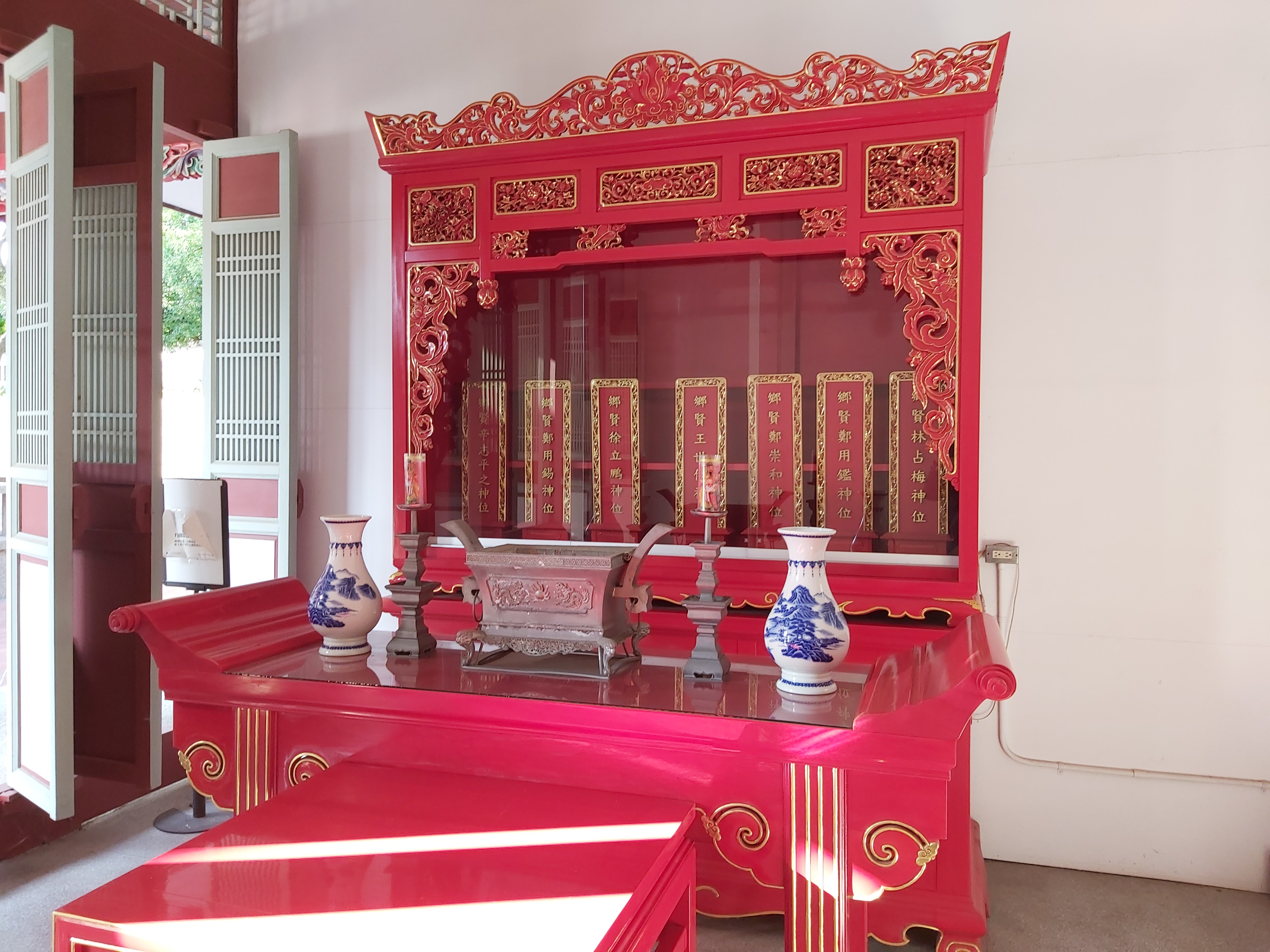
鄉賢祠

全臺灣只有五名地方士紳被清廷崇祀為鄉賢，其中三位出身於北門鄭家，分別是道光十二（1832年）入祀的鄭崇和、同治十一年（1872年）入祀的鄭用錫、光緒二年（1876年）入祀的鄭用鑑。早期每年都擔任祭孔大典糾儀官的鄭紹棠，從1976年就向省府爭取將這三座神位，從鄭氏家廟回到孔廟祭祀。市政府協助修護鄭氏家廟護龍後，於2005年2月23日恢復官祀。
鄉賢祠重建後，除祭祀鄭用錫、鄭用鑑、鄭崇和外，增祀王世傑、林占梅、徐立鵬等。2012年12月30日，掌舵新竹高中三十年的辛志平入祀。

### 孔子

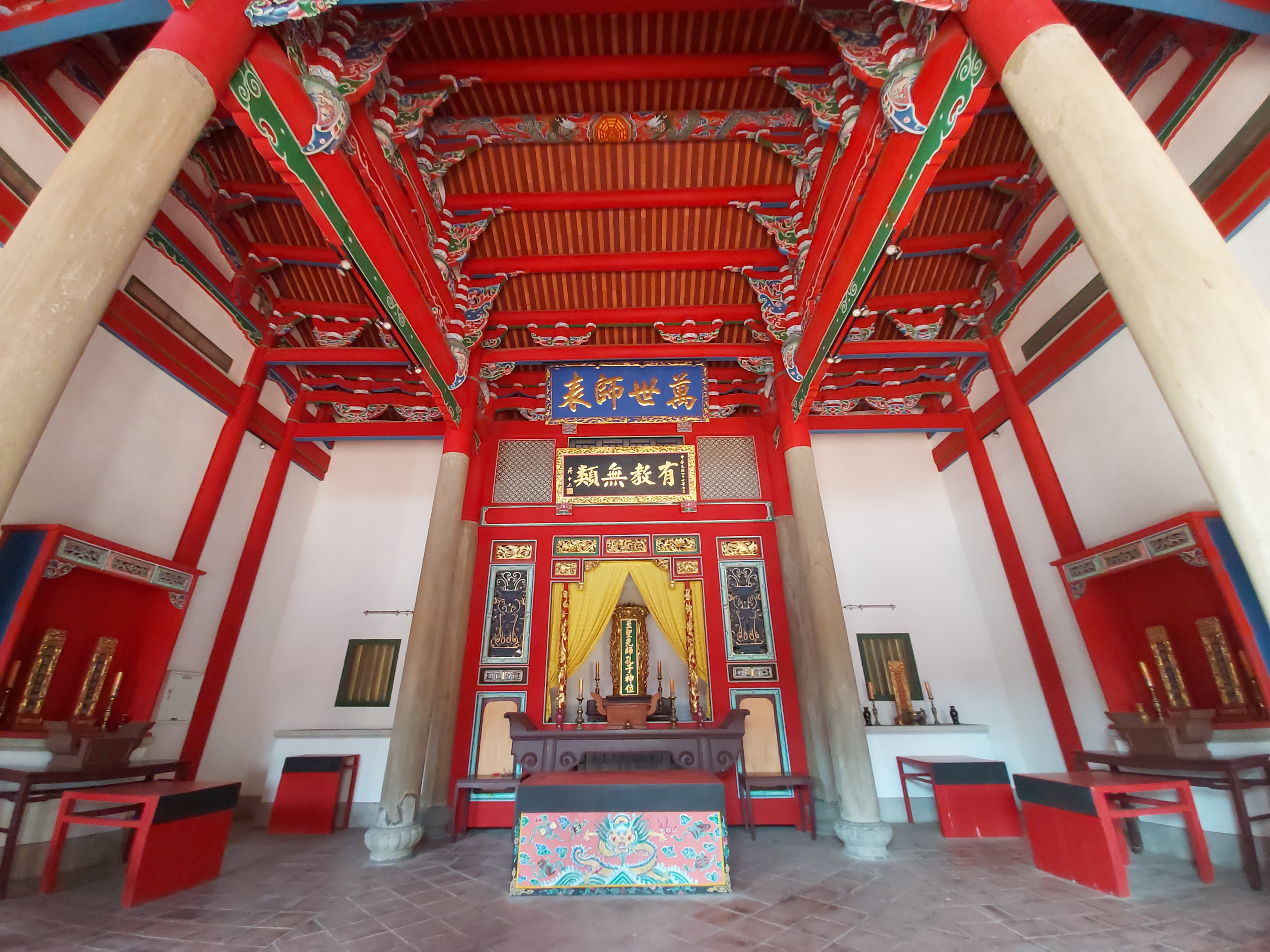
大成殿至聖先師孔子神位

日治初期釋奠曾中斷數年，至1897年恢復祭儀。新竹第一公學校畢業的彭乞，回憶先後兩任校長安山及村木每天到校時，都會先向孔子行禮，師生每日上課前也須先到大成殿行禮。
依新竹廳長里見義正於1903年3月15日陳報臺灣總督兒玉源太郎的調查，此廟祭孔人員有廳縣長官擔任的正獻官、學官擔任的分獻官，其餘陪祭官由廳縣正官及營訊武官任之，執事則有監宰、監洗、監造膳羞、收發祭器、提調幕次、通贊、引贊、司罍洗香燭、司帛、司爵、讀祝、飲福受胙執事等員。戰後，新竹縣市尚未分治時，六、七十位執事都由教育界教師擔任，1982年新竹市升格以來，教育界人士逐漸減少，多數由一般公務員擔任。至童勝男任市長時認為由學生來祭孔，可彰顯學子的敬意，於是1995年由東門國小負責，從六年級挑正獻官一人、分獻官八人、糾儀官一人、佾生七十二人，其餘都是禮生，共需一百一十二位學生參與。2000年教師節，市府一改禮生由小學生擔任的往例，首次由市府男性員工擔任。同年起，祀肉全改為素食。
以往祭祀服裝都採用長袍馬褂，只有大中小三種尺寸，常有尺寸不合。2000年改以明朝服飾的冠、單衣、中單、大帶、紺繒履。
自1982年新竹縣市分治後，新竹縣就長年無官辦的釋奠典禮，直到楊文科任縣長時2022年在芎林文林閣舉行。